# Kunej
Kunej  je priimek več znanih Slovencev:
- Damijan Kunej, oblikovalec zvoka
- Drago Kunej (*1965), akustik, arhivar zvoka (ZRC SAZU), glasbenik
- Egon Kunej (1912—1997), glasbeni pedagog, organizator, zborovodja
- Franjo Kunej, športni delavec, prejemnik Bloudkove plakete
- Ivan Ivica Kunej (1931?—2025), hrvaški igralec slov. rodu
- Pavla Uršič Kunej (1931—2011), harfistka
- Rebeka Kunej, folkloristka, etnokoreologinja
- Tanja Kunej, strokovnjakinja za zootehniko, univ. prof.
- Vlasta Kunej, novinarka, urednica